# LBE 151 und 152
Die Lokomotiven LBE 151 und 152 gehören zu einer Reihe von Tenderlokomotiven der Achsfolge 1’D1’, die von Henschel in Kassel 1915 ursprünglich für die Nordhausen-Wernigeroder Eisenbahn-Gesellschaft (NWE) in Meterspur gebaut wurden. Noch während des Ersten Weltkrieges wurden die zwei Lokomotiven an die Lübeck-Büchener Eisenbahn (LBE) verkauft, auf Normalspur umgebaut und mit der Betriebsnummern LBE 151 und 152 in Dienst gestellt.
Kurz nach Kriegsende gelangte die Lokomotive LBE 152 zur Kleinbahn Lüneburg–Soltau, wo sie die Bezeichnung LS 8 erhielt. Die andere Maschine wurde zu einem nicht bekannten Zeitpunkt an die Eisenwerke Lauchhammer verkauft, wo sich ihre Spur verliert.
Nach dem Zweiten Weltkrieg kam die LS 8 zu den Osthannoverschen Eisenbahnen und wurde als 92 141 bezeichnet. 1961 wurde sie ausgemustert.

## Geschichte und Einsatz
Als Ersatz für die im Ersten Weltkrieg an die Heeresfeldbahn abgegebenen Malletlokomotiven NWE Nr. 11 bis 22 bestellte die Nordhausen-Wernigeroder Eisenbahn-Gesellschaft bei Henschel zwei Lokomotiven mit der Achsfolge 1’D1’, die die Bezeichnung NWE 41 und 42 erhalten sollten.
Für den Einsatz auf den Harzbahnen erwiesen sich die Lokomotiven als ungeeignet und wurden an die Lübeck-Büchener Eisenbahn verkauft. Sie wurden in Lüneburg auf Normalspur umgebaut und bekamen die Betriebsnummern LBE 151 und 152. Sie wurden im öffentlichen Verkehr bei der LBE nie eingesetzt.
Möglicherweise wurden die Lokomotiven nach der Umspurung an die Berliner Firma Erich am Ende verkauft, welche sie weiter an die Kleinbahn Lüneburg–Soltau und die Eisenwerke Lauchhammer veräußerte. Die ehemalige LBE 152 bekam die Bezeichnung LS 8.
Über das Schicksal der ehemaligen LBE 151 bei den Lauchhammerwerken ist nichts bekannt. Die LS 8 wurde 1944 von den Osthannoverschen Eisenbahnen übernommen und erhielt die Bezeichnung OHE 92 141. Auf Grund ihres geringen Kuppelraddurchmessers und der Höchstgeschwindigkeit von 40 km/h war sie vermutlich im Güterzugdienst eingesetzt. 1961 wurde die Lokomotive ausgemustert und bald danach verschrottet.

## Technische Merkmale
Bei der Umspurung wurde die Kupplung von der Balancierhebelkupplung auf die herkömmliche Schraubenkupplung mit seitlichen Puffern umgebaut. Die Treib- und Laufraddurchmesser von 1.000 mm bzw. 600 mm wurden belassen, sodass die maximale Höchstgeschwindigkeit auf 40 km/h beschränkt blieb.
Die Lokomotive hatte einen zylinderförmigen Dampfdom mit melonenförmigen Abschluss sowie zwei runde Sandkästen, mit denen der erste und vierte Kuppelradsatz jeweils von vorn und hinten gesandet werden konnte. Die Lokomotiven besaßen eine Indirekte Bremse von Knorr und eine Wurfhebelbremse, abgebremst wurden die Kuppelradsätze einseitig von vorn etwas unterhalb der Radsatzmitte. Die Laufradsätze wurden nicht abgebremst. Die dafür benötigte Druckluft wurde von einem zweistufigen Luftpresser von Knorr erzeugt, der rechts neben der Rauchkammer an der Spitze der Lok angebracht war. Ursprünglich besaßen sie Petroleumbeleuchtung, die Lokomotiven der OHE wurde später auf elektrische Beleuchtung mit Turbogenerator umgebaut.